# 사천중학교 (경남)
사천중학교(泗川中學校)는 대한민국 경상남도 사천시 사천읍 선인리에 있는 공립 중학교이다.

## 학교 연혁
- 1938년 3월 31일 : 사천공립농업실수학교 인가
- 1938년 5월 21일 : 개교
- 1942년 4월 17일 : 사천공립농업전수학교로 교명 변경
- 1946년 8월 31일 : 사천공립초급중학교로 교명 변경
- 1951년 9월 1일 : 사천중학교로 교명 변경
- 1994년 3월 1일 : 축동중학교 통합
- 2021년 12월 30일 : 제76회 졸업식(190명) 총 졸업생수 20,088명
- 2022년 9월 1일 : 제30대 김현주 교장 부임
- 2023년 3월 2일 : 신입생 입학식(222명)

## 참고 자료
- 사천중학교 - 한국교육학술정보원 학교알리미